# Atlético Deportivo Olímpico
Pour les articles homonymes, voir Ado.
Maillots
L’Atlético Deportivo Olímpico, couramment abrégé en AD Olímpico ou encore ADO, est un ancien club péruvien de football fondé en 1946 et disparu en 1975. Il était basé dans le port de Callao. 

## Histoire
Fondé le 8 août 1946 à Callao, l'ADO devient vice-champion de 2e division en 1968, à deux points derrière le Deportivo Municipal. Deux ans plus tard, sous la houlette de Pedro Valdivieso, il est sacré champion de D2 avec une équipe jeune où se distinguaient entre autres Augusto Palacios, Javier Santillana et Víctor Benavides.
Promu en 1re division en 1971, l'ADO ne peut éviter la relégation. Il revient en D2 avant de disparaître en 1975.

## Résultats sportifs

### Palmarès
| Compétitions nationales                                                    | Compétitions régionales                                         |
| - Championnat du Pérou D2 (1) : - Champion : 1970. - Vice-champion : 1968. | - Liga Distrital de Fútbol del Callao (1) : - Vainqueur : 1963. |

### Bilan et records
- Saisons au sein du championnat du Pérou : 1 (1971).
- Saisons au sein du championnat du Pérou D2 : 8 (1964-1970 / 1972).

## Personnalités historiques du club

### Joueurs

#### Grands noms
- Augusto Palacios, international péruvien et futur entraîneur, commença sa carrière à l'ADO en 1970.
- Pedro Valdivieso fut l'entraîneur champion de D2 en 1970.

Entraîneurs
- Cornelio Heredia (1964)
- Segundo Castillo Varela (1965)
- Augusto Palacios (1970)
- Pedro Valdivieso, fut l'entraîneur champion de D2 en 1970.
- Juan José Tan (1970-1971)